# 归纳推理
归纳法或归纳推理（Inductive reasoning），有时叫做归纳逻辑，是论证的前提支持结论但不确保结论的推理过程。它基于对特殊的代表（token）的有限观察，把性质或关系归结到类型；或基于对反复再现的现象的模式（pattern）的有限观察，公式表达规律。例如，使用归纳法在如下特殊的命题中：
- 冰是冷的。
- 弹子球在击打球杆的时候移动。

推断出普遍的命题如：
- 所有冰都是冷的。
- 所有弹子球都在击打球杆的时候移动。

## 例子
強歸納：
所有观察到的乌鸦都是黑的。
所以所有乌鸦都是黑的。
这例示了归纳的本质：从特殊归纳出普遍。结论明显不是确定的。除非我们见过所有的乌鸦 - 我们怎能都知道呢? - 可能还有些罕见的蓝(乌)鸦或是白(乌)鴉。
弱歸納：
我总是把画像挂在钉子上。
所以所有画像都是挂在钉子上的。
在这个例子中，前提建立在确定事物之上： “我总是把画像挂在钉子上”，但是不是所有的人都把画像挂在钉子上，而那些确实使用钉子的人也可能只是有时使用。有很多物体可以用来挂画像，包括但不限于：螺丝钉、螺栓和夹子。我做的结论是过度普遍化，并在某些情况下是错的。
少年们得到了许多超速罚单。
所以所有少年都超速。
在这个例子中，基础前提不是建立在确定事物之上：不是所有我发现超速的少年得到了罚单。这可能在于少年要超速的普遍本质 - 同乌鸦是黑的一样 - 但是前提所基于的更像痴心妄想而不是直接的观察。

## 有效性
多数人学习的形式逻辑是演绎的，而归纳推理則是屬於非形式邏輯。雖然如此，但一些哲学家仍堅持建立归纳逻辑的系统，但是对归纳的逻辑是否可能是有争议的。相对于演绎推理，归纳推理达成的结论並非必然與最初的假定有相同的确定程度。例如，所有天鹅都是白色的结论明显是错的，但在殖民于澳大利亚之前在欧洲一直被认为是正确的。归纳论证从来就不是有约束力的但它们可以是有说服力的。归纳推理在演绎上是无效的。（在形式逻辑中的论证是有效的，当且仅当论证的前提为真而结论却为假是不可能的。）
在归纳法中，总是有很多结论可以合理的关联于特定前提。归纳是開放的；而演绎是封闭的。
归纳问题的经典哲学处理，意味着为归纳推理找到了正当理由，是苏格兰人大卫·休谟完成的。休謨突出了依据重复经验的模式的我们的日常推理，而不是演绎上的有效论证。比如我们相信面包对我们有益，因为过去一直如此，但是面包将来对我们有害至少是可以想象的。
休謨说对所有事情都坚持可靠的演绎上的正当有理的人会饿死的。替代激进怀疑论关于所有事物的无所作为，他提倡基于常识的实用怀疑论，这里接受归纳法是必然的。
二十世纪的开发者很不同的为归纳问题加了外框。胜过选择对将来做什么预测，它可以被看作是选择适合于观察的概念（参见条目蓝绿色）或适合于观测数据点的曲线图。
归纳法有时被加边框为关于从过去做关于将来的推理，但是在最广泛的意义上它涵盖了在已观察的事物的基础上达成对未观察的事物的结论。从现在的证据推论过去（比如考古）也算做归纳法。归纳法也可以跨越空间而不是时间，比如从在我们的星系得出关于整个宇宙的结论，基于本地经济业绩得出关于国家经济政策的结论。

## 归纳推理的类型
普遍化普遍化或归纳普遍化，是从关于样本的前提到关于总体的结论的过程。
1. 比例为Q的样本有性质A。
2. 结论：比例为Q的全体有性质A。

前提提供给结论的支持依赖于样本群体中的个体数目可比较于全体中的成员的数目，和样本的随机性。草率普遍化和抽樣偏差（以偏概全）是与普遍化有关的谬误。
统计三段论统计三段论是从一个普遍化到关于一个个体的结论的过程。
1. 比例为Q的总体P有性质A。
2. 个体I是P的成员。
3. 结论：个体I有性质A的概率相当于Q。

在前提1中比例可以是像'3/5'、'所有的'或'一些'这样的词。两个dicto simpliciter谬论可以出现在统计三段论中。它们是"意外"和"反意外"。
简单归纳简单归纳是从关于一个样本群体到关于另一个个体的结论的过程。
1. 全体P的比例为Q的已知实例有性质A。
2. 个体I是P的另一个成员。
3. 结论：个体I有性质A的概率相当于Q。

这实际上是普遍化和统计三段论的组合，这里的普遍化的结论也是统计三段论的第一个前提。
类推论证(归纳的)类推是从已知的在两个事物之间的类似性到关于在这两个事物之间公共的一个额外性质的结论的过程:
1. 事物P类似于事物Q。
2. 事物P有性质A。
3. 结论：事物Q有性质A。

类推依赖于已知共享的性质（类似性）蕴涵A也是共享的性质的推论。前提提供给结论的支持依赖于相干性和在P和Q的类似性。
因果推斷：因果推斷基于效果发生的条件得出关于因果关联的结论。
关于两个事物的相关性的前提可以指示在它们之间的因果联系，但是必须巩固上额外的因素来建立因果联系的精确形式。
预测：预测从过去的样本得出关于将来的个体的结论。
1. 群体G的比例为Q的观测过的成员有性质A。
2. 群体G的下一个观测的成员有性质A的概率相当于Q。

訴諸權威（典据论证）引经据典论证基于来源说真命题的比例得出关于一个陈述的真实性的结论。它与推测有相同的形式。
1. 权威A的比例为Q的主张是对的。
2. 权威A的这个主张是对的概率相当于Q。

例子：
来自关于逻辑的网站的所有的评述都是对的。
这个信息来自关于逻辑的网站。
所以，这个信息（可能）是对的。

## 贝叶斯推理
归纳逻辑的候选系统中，最有影响的是贝叶斯主义，它使用概率论作为归纳的框架。贝叶斯定理被用于在给定某些证据时计算你对一个假设的信任的强度应当改变多少。
关于从何得知最初的可信度是有争议的。客观贝叶斯主义者寻求对于假设为正确的概率的客观评估，而因此不能幸免于客观主义的哲学批判。主观贝叶斯主义者坚持表示主观可信度的先验概率，但是贝叶斯定理的反复应用导致了同后验概率的高度一致性。因此它们不能为在冲突的假设间做出选择提供客观标准。可以用这种理论理性的证明对某些假设的相信是正当的，但是要付出拒绝客观主义的代价。比如，不能使用这种方案在冲突的科学范例之间做客观决定。
Edwin Jaynes是率直的物理学家和贝叶斯主义者，他声称'主观'因素在所有推理中都存在（比如为演绎推理选择公理，选择最初的可信度或先验概率，选择可能度），并为来自定性知识的事物指派概率提出一系列的原理。最大熵（不关心原理的推广）和变换群组是他建立的两个结果工具；二者都尝试通过把知识比如条件的对称性转换成对概率分布的明确选择，减轻在特定条件下概率指派的主观性。
贝叶斯主义者感觉有资格称它们的系统为归纳逻辑，由于Cox定理可以从在归纳推理系统上的约束推导出概率。

基本的貝葉斯推理可以作如下理解：
假設 α 為"法官判斷案件的正確性"，其值可以是0至1的有理數 
```
α ∈ {0..1} = "Correctness of Judgment",  where
→ < 0.5 代表判斷不正確
→ > 0.5 代表判斷正確
→ = 1 代表判斷完全正確
→ = 0 代表判斷完全錯誤
```

假設 β¹ 為"法官的安全性"，其值可以是0至1的有理數 
```
β¹ ∈ {0..1} = "Safty of Justice",  where
→ < 0.5 代表不安全
→ > 0.5 代表安全
→ = 1 代表判斷完全安全
→ = 0 代表判斷完全危險
```

設 A 為 α > 0.75 的事件, B 為 β¹ = 0 的事件
那麼"法官在危險狀態下判斷大致正確"的機會率就是 P(A|B)
```
Probability of In-danger-fair-correct-judgment of justice
= P(A|B) = P(α > 0.75 | β¹ =0)
```

使用貝葉斯推理，機會率 P(A|B) 可以以如下方法求解：
```

  

    

      

        
P

        
(

        
A

        

          
|

        

        
B

        
)

        
=

        

          

            

              
P

              
(

              
B

              

                
|

              

              
A

              
)

              
×

              
P

              
(

              
A

              
)

            

            

              
P

              
(

              
B

              
)

            

          

        

      

    

    
{\displaystyle P(A|B)={\frac {P(B|A)\times P(A)}{P(B)}}}

  

```

如果在判決當時，地方局勢非常危險，P(B) = P(β¹ = 0) 會大過 0.8
```
P(B) = 0.8
```

而根據以往判決，經裁決後，10個案件中有6.5個案件敗方認為裁決不公平，而選擇上訴
```
邏輯： 
      案件判決正確 ⇒ 就不會上訴
所以：
      選擇上訴 ⇒ 判決不正確
      P(A) = 0.65
```

因為地方局勢不安全，法官如果判決正確，而身陷險境的機會率超過 30% (主觀)
```
P(B|A) = 0.3
```

所以 "法官在危險狀態下判斷大致正確"的機會率就是
```
Probability of In-danger-fair-correct-judgment of justice

  

    

      

        
=

        
P

        
(

        
A

        

          
|

        

        
B

        
)

        
=

        

          

            

              
0.3

              
×

              
0.65

            

            
0.8

          

        

        
=

        
0.24375

      

    

    
{\displaystyle =P(A|B)={\frac {0.3\times 0.65}{0.8}}=0.24375}

  

```

所以，根據貝納斯推論，如果地方局勢非常危險，法官的裁決只有 24.375% 大致正確。
再想深一層，
設 γ 為案件停留的日子
```
γ ∈ {1,2,3,...} 
```

再設 C 為案件停留超過18個月的事件 ≈ C = γ > 545 的事件
已知 案件通常審判 6個月，較多情況在150日至210日中間，在過往十年1000個C類案件中只有20件
```
γ ~ Gaussian Distribution with mean=180, variance=30
γ ~ N(180,30)
```

所以，可以相信，P(C) = P(γ > 545) < 0.005
```
without loss of generality, we can assume:
  P(C) = 0.005
```

設 β²  為"地方局勢的危險性"，其值可以是0至1的有理數 
```
β² ∈ {0..1} = "Country Safty",  where
→ < 0.5 代表不安全
→ > 0.5 代表安全
→ = 1 代表判斷完全安全
→ = 0 代表判斷完全危險
```

再設 D 為 β² > 0.8的事件
而以現在的局勢來看，失業率維持在3%
可以相信，P(D) > 97% 
```
without loss of generality, we can assume:
  P(D) = 0.97
```

那麼，在地方局勢安全的情況下，案件停留超過 545日的機會率是多少呢？
這也可以用貝納斯推論求解：
```

  

    

      

        
P

        
(

        
C

        

          
|

        

        
D

        
)

        
=

        

          

            

              
P

              
(

              
D

              

                
|

              

              
C

              
)

              
×

              
P

              
(

              
C

              
)

            

            

              
P

              
(

              
D

              
)

            

          

        

      

    

    
{\displaystyle P(C|D)={\frac {P(D|C)\times P(C)}{P(D)}}}

  

```

根據常識統計，我們知道案件停留超過545日又地方局勢很危險的情況 20單案件裏面有 10件案件
```
邏輯： 
      案件通常審判 6個月，較多情況在 150日至210日中間
      γ ~ N(180,30)
      裁決正常 ⇒ 案件不會停留超過545日
所以，可以相信：
      P(D|C) = 0.5
```

所以，
```

  

    

      

        
=

        
P

        
(

        
C

        

          
|

        

        
D

        
)

        
=

        

          

            

              
0.5

              
×

              
0.005

            

            
0.97

          

        

        
=

        
0.00258

      

    

    
{\displaystyle =P(C|D)={\frac {0.5\times 0.005}{0.97}}=0.00258}

  

```

根據貝納斯推論，在地方局勢安全的情況下，案件停留超過 545日的機會率只有 0.258%
⇒ 所以，如果案件真的停留超過 545日，而失業率維持在3% (代表地方局勢安全)，這代表 "裁決無理" Irrational Judgement 的機會率是 93.75%
⇒ 經推論，裁決很大機會是無理 Irrational
⇒ 或者，有可能，你會爭議裁決真的不是無理，有40%以上是合理。但根據貝納斯理論，要 P(C|D) = 0.4，除非"地方局勢安全性"在 0.0025/0.4 = 0.00625，失業率高過99%。這是沒有可能的，所以根據逆反式，裁決不可能有40%以上是合理。

而貝納斯的理論中，有一個連環規則(Chain Rule)的
```
P(T|s,c) = P(s|T) P(T|c)
```

假設，現在我們想知道 P(A|C,D) = 想知道 P(C|A) P(A|D)
```
P(A|D) = P(D|A) x P(A) / P(D) = P(D|A) 0.65 / 0.97  
P(C|A) = P(A|C) x P(C) / P(A) = P(A|C) 0.005 / 0.65
```

```
P(A|C,D) = P(D|A) x P(A|C) x 0.005 / 0.97
```

設
```
 因為根據現實，地方安全基本上和裁決無太大關係，而現在地方大致安全。所以，without loss of generality，可設：
    P(D|A) = 0.9 
 而停留超過 545日而有裁決正確的案件的機會率只是一半一半。所以，without loss of generality，可設：
    P(C|A) = 0.5
```

所以 
```
 P(A|C,D) = 0.9 x 0.5 x 0.005 / 0.97 = 0.00232
```

換句話說,
⇒ 在安全的情況下，案件停留超過 545日，而裁判正確的機會率是 0.232% (p-value)
⇒ 幾乎是沒有可能

## 實際例子
一件由A和B同時發生才能確立的事件C，明顯地你會觀察到：事件C成立則B必定發生。但絕對不能貿然將結論誤解為"只要B發生則事件C一定發生"（而應該是要由A和B同時發生才能確定C的產生）。而且你也不能擅自擴充成為"只要C事件不發生則事件B一定沒有發生"，同樣的關鍵點仍舊是"當A不成立時，C就一定不成立"而B是否成立就不一定也無從得知了。
事實上你只能由現有實驗結果推論，尤其是生物體的實驗更不易有完美相同條件的控制組，及顧及全方面的對照組，你也無從判定究竟一共要有幾個因素加起來才會導致你在觀察的結果。更常見的情況是，你因為總是同時觀察到了C跟D現象，就因此加以歸納為A+B會導致C+D，或是A+B+D會導致C的結論。在你做更進一步的實驗來確認你的假設之前，你都無法排除這些不確定性，更誇張的就是C跟D說不定根本就沒有關係，或是更複雜的要有D+E才有A，又要同時有B，才有C這個結果。所以，在科學實驗中，演繹法才是比較不容易被質疑的一種判斷法，但是也不一定保證這樣做出的結論就是對的。